# Abdelfattah Hadraf
Abdelfattah Hadraf (en arabe : عبد الفتاح حدراف), né le 22 mars 1998 à Casablanca, est un footballeur marocain évoluant au poste d'attaquant au DH El Jadida.

## Biographie

### En club
Issu du centre de formation du DH El Jadida, Abdelfattah Hadraf passe la majorité de sa carrière junior avec ce club.
Le 22 septembre 2019, il fait ses débuts professionnels face à l'Ittihad de Tanger (match nul, 0-0). Le 27 août 2020, il marque son premier but à l'occasion d'un match de championnat contre le Moghreb de Tetouan (victoire, 2-0). Le 13 décembre 2020, il marque un doublé en championnat contre le Moghreb de Tetouan (match nul, 2-2). 

### En sélection
Le 31 mai 2022, il est convoqué par Houcine Ammouta pour un stage de préparation avec l'équipe du Maroc A' au Complexe Mohammed VI à Maâmora.
Le 28 juillet 2022, il est convoqué par le sélectionneur Hicham Dmii pour un stage de préparation avec l'équipe du Maroc A', figurant sur une liste de 23 joueurs qui prendront part aux Jeux de la solidarité islamique en août 2022.

## Statistiques

### Statistiques détaillées
| Saison                | Club                  | Championnat           | Championnat | Championnat | Championnat | Coupe(s) nationale(s) | Coupe(s) nationale(s) | Coupe(s) nationale(s) | Compétition(s) continentale(s) | Compétition(s) continentale(s) | Compétition(s) continentale(s) | Compétition(s) continentale(s) | Total | Total | Total |
| Saison                | Club                  | Division              | M.          | B.          | P.d.        | M.                    | B.                    | P.d.                  | Comp.                          | M.                             | B.                             | P.d.                           | M.    | B.    | P.d.  |
| 2019-2020             | DH El Jadida          | Botola Pro            | 25          | 1           | 1           | 2                     | 0                     | 0                     | -                              | -                              | -                              | -                              | 27    | 1     | 1     |
| 2020-2021             | DH El Jadida          | Botola Pro            | 27          | 4           | 4           | -                     | -                     | -                     | -                              | -                              | -                              | -                              | 27    | 4     | 4     |
| 2021-2022             | DH El Jadida          | Botola Pro            | 24          | 6           | 3           | -                     | -                     | -                     | -                              | -                              | -                              | -                              | 24    | 6     | 3     |
| Total sur la carrière | Total sur la carrière | Total sur la carrière | 76          | 11          | 8           | 2                     | 0                     | 0                     | -                              | -                              | -                              | -                              | 78    | 11    | 8     |